# Xã Oak Valley, Quận Elk, Kansas
Xã Oak Valley (tiếng Anh: Oak Valley Township) là một xã thuộc quận Elk, tiểu bang Kansas, Hoa Kỳ. Năm 2010, dân số của xã này là 143 người.